# Perthes (Seine-et-Marne)
Perthes település Franciaországban, Seine-et-Marne megyében. Lakosainak száma 2074 fő (2022. január 1.). Perthes Saint-Sauveur-sur-École, Boissise-le-Roi, Cély, Chailly-en-Bière, Fleury-en-Bière, Saint-Germain-sur-École és Villiers-en-Bière községekkel határos.

## Népesség
A település népességének változása:
| Lakosok száma | 2137 | 2050 | 2029 | 1995 | 1986 | 1980 | 2007 | 2040 | 2074 |
|               | 2013 | 2015 | 2016 | 2017 | 2018 | 2019 | 2020 | 2021 | 2022 |